# استرل، کبک
استرل (به فرانسوی: Estérel) شهرکی در منطقه شهری له پی-دان-او ناحیه لورانتید در استان کبک کانادا است. در سرشماری سال ۲۰۱۱ این شهرک ۱۴۹ نفر جمعیت داشته و مساحت آن ۱۲٫۰۶ کیلومتر مربع است.